# Cornelis van Kittensteyn

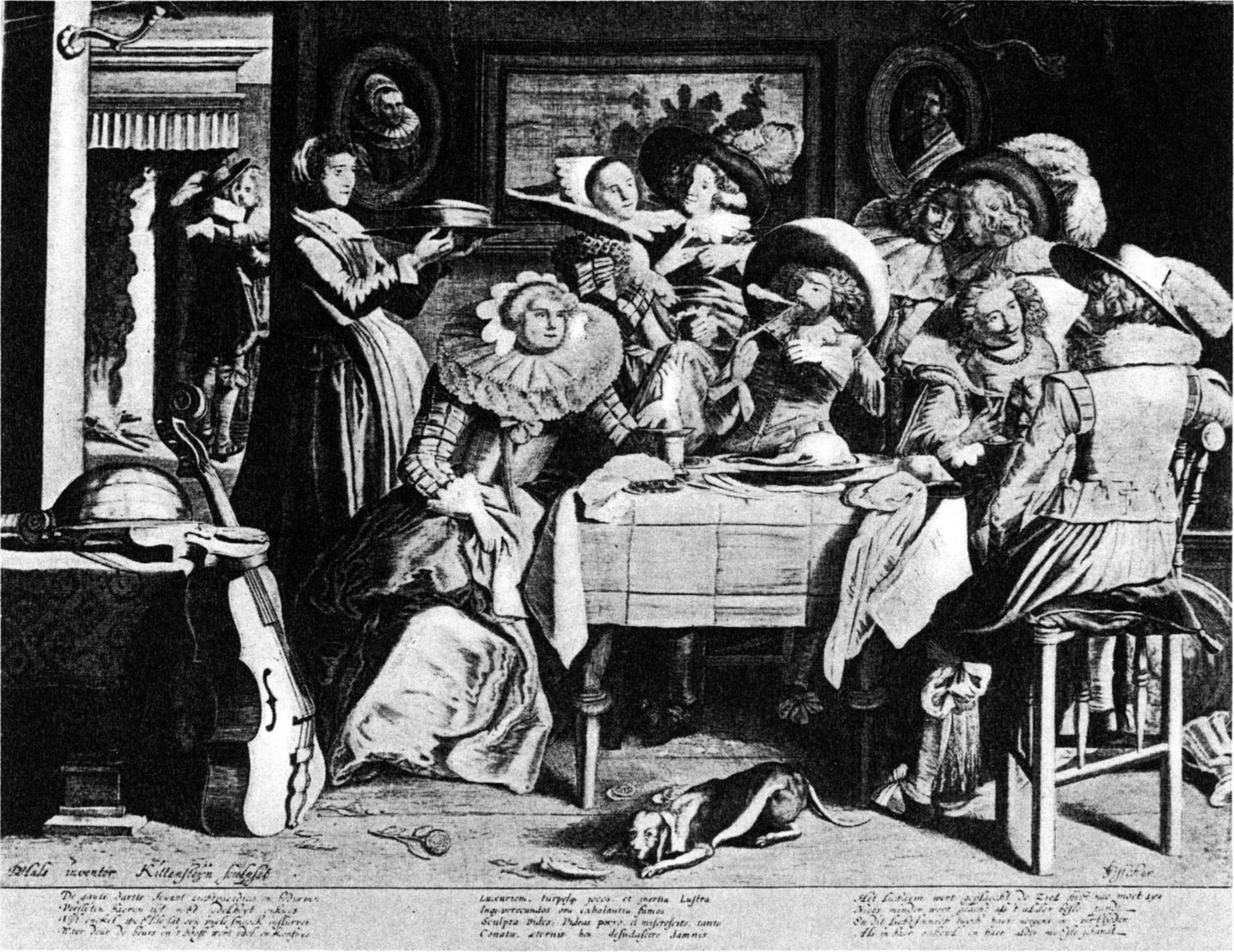
Un banchetto (incisione da un'opera di Dirck Hals)

Cornelis van Kittensteyn,  o Kittensteijn (Delft, 24 ottobre 1598 – Haarlem, 10 agosto 1652), è stato un incisore e disegnatore olandese del secolo d'oro.

## Biografia
Apprendista di Jan van de Velde II, operò a Haarlem dal 1623 al 1652. Fu padrino di Lysbeth van Roestraten, figlia di P.Gz. van Roestraten, e padrone della locanda De Basterdpijp in Smedestraat a Haarlem.  Si sposò nel 1624 con Lysbeth Outges, da cui ebbe cinque figli: Janneke (1632), Outgaert (1638), Hendrick (1639), Jacobus (1641) e Anna (1642). Nel 1631 fu decano della locale Corporazione di San Luca e nel 1635 reggente dell'ospedale di Santa Barbara.
Cornelis van Kittensteyn realizzò incisioni da opere di altri artisti come Dirck Hals, Pieter Jansz Saenredam (L'assedio di Haarlem), Adriaen van de Venne. Collaborò, inoltre, con altri incisori, quali Theodor e Adriaen Matham e con il poeta Samuel Ampzing, che scriveva le didascalie in versi delle stampe.